# قيف
الݠَيف قيف (ݠ ݠـ ـݠـ ـݠ) أو القاف المعقودة حرف من الحروف الإضافية في الأبجدية العربية. يضاف هذا الحرف إلى الأبجدية العربية لترجمة بعض الأحرف الأجنبية ترجمة صوتية. يرسم دلالةً على الصوت الواقع ما بين القاف والكاف (الجيم غير المعطشة)، قال عبد الوهاب القرطبي «ونرى اليوم من يتكلم بالقاف بين القاف والكاف، بمثل لفظ الكاف التي بين الجيم والكاف»، وقال أبو حيان الغرناطي «وهي الآن غالبة في لسان من يوجد في البوادي، حتى لا يكاد عربي ينطق إلا بالقاف المعقودة لا بالقاف الخالصة الموصوفة في كتب النحويين والمنقولة عن وصفها الخالص على ألسنة أهل الأداء من أهل القرآن»، وأبو حيان هو الذي سمّاها القاف المعقودة.

## صوت الݠيف
الݠيف هو اسم أطلقه مجمع اللغة العربية الافتراضي على الصوت الواقع بين القاف (ق) والكاف (ك) والذي جرى على ألسنة أقوام كثر من العرب قديمًا وحديثًا، ووصفه ابن قتيبة وابن دريد وابن فارس وابن خلدون. وتنطق كلمة الݠَيْف على وزن السَيْف بنطق الحرف كما ينطق في اللهجات العربية (ɡ).
ويقول المجمع في قراره بأنه قد تم اختيار هذا مصطلح صوت الݠَيْف لاختصاره ودقته وبعده عن المناطقية والفئوية، لشيوع هذا الصوت في مناطق متفرقة عند المشارقة والمغاربة.

## رسم الݠيف
كان بعض القدامى يرسمون صوت الݠيف كافًا فارسية (گ) ورأى مجمع اللغة العربية الافتراضي أن هذا الاختيار كان غير مناسب، حيث نتج عن ذلك انحراف صوتيّ لهجي، وتحولت الݠيف إلى كاف خالصة، فرأى المجمع استبعاد الكاف الفارسية لتبقى الݠيف مشدودة إلى أصلها، وهو القاف الفصحى، وكونّ المجمع لجنة علمية لرسم الݠيف، وكان قرار أغلبية اللجنة هو رسم الݠيف بالقاف منقوطة بنقطتين من تحت، وهو رأيٌ قديم للدكتور خليل عساكر.

## الكتابة
| الموقع من الكلمة: | معزول | بدائي | وسطي | نهائي |
| ----------------- | ----- | ----- | ---- | ----- |
| شكل الحرف:        | ݠ     | ݠـ    | ـݠـ  | ـݠ    |